# Wasilij Antonow
Wasilij Iwanowicz Antonow (ros. Василий Иванович Антонов, ur. 1914 w Orenburgu, zm. 2 sierpnia 1967 w Astrachaniu) – radziecki polityk, zastępca członka KC KPZR (1961–1967), I sekretarz Astrachańskiego Komitetu Obwodowego KPZR (1961–1967).

## Życiorys
W latach 1930–1937 sekretarz fabrycznego komitetu Komsomołu, sekretarz rejonowego komitetu Komsomołu, od 1931 w WKP(b), w 1937 ukończył Orenburski Instytut Nauczycielski, w latach 1937–1938 kierownik rejonowego wydziału edukacji narodowej w Orenburgu, w 1938 wykładowca ekonomii politycznej i historii WKP(b) w Orenburgu, 1938–1939 dyrektor szkoły w Czkałowsku. Od 1939 do kwietnia 1941 kierownik sektora i zastępca kierownika wydziału kadr Komitetu Obwodowego WKP(b) w Czkałowie (obecnie Orenburg), później sekretarz Czkałowskiego Komitetu Obwodowego WKP(b) ds. przemysłu spożywczego i lekkiego. Od 1941 politruk w Armii Czerwonej, m.in. szef Wydziału Politycznego 14 Brygady Inżynieryjno-Saperskiego, od 1946 zastępca sekretarza Komitetu Obwodowego WKP(b) w Czkałowie ds. handlu i żywienia zbiorowego, od 1947 sekretarz, później II sekretarz Komitetu Obwodowego WKP(b) w Czkałowie. Od grudnia 1957 do kwietnia 1961 I sekretarz Komitetu Obwodowego KPZR Karaczajo-Czerkieskiego Obwodu Autonomicznego, od 18 kwietnia 1961 do śmierci I sekretarz Komitetu Obwodowego KPZR w Astrachaniu, od 31 października 1961 do śmierci zastępca członka KC KPZR. Deputowany do Rady Najwyższej ZSRR 6. i 7. kadencji.

## Odznaczenia
- Order Lenina
- Order Czerwonego Sztandaru
- Order Czerwonego Sztandaru Pracy (dwukrotnie)
- Order Bohdana Chmielnickiego II klasy
- Order Wojny Ojczyźnianej I klasy
- Order Wojny Ojczyźnianej II klasy
- Krzyż Walecznych (Polska)